# Der Geheimagent (Roman)
Der Geheimagent: Eine einfache Geschichte (OT: The Secret Agent: A Simple Tale) ist ein Roman von Joseph Conrad aus dem Jahr 1907. Der Roman gehört mit Nostromo und Mit den Augen des Westens zu den politischen Romanen Conrads. Hinter der Ebene des Spionageromans verbirgt sich eine komplexe und ironische Auseinandersetzung mit dem kleinbürgerlichen Leben in der modernen Großstadt. Conrad selbst hielt ihn für einen seiner besten Romane.
Die erste Übersetzung ins Deutsche von Ernst W. Freißler mit einem Vorwort von Thomas Mann erschien 1926 im S. Fischer Verlag.

## Handlung
1886: Im Londoner Stadtteil Soho betreibt Adolf Verloc einen kleinen, nicht allzu gut gehenden Laden, in dem er pornographische Erzeugnisse und Nippes verkauft. Er lebt mit seiner Frau Winnie und ihrem geistig behinderten Bruder Stevie in einer kleinen Wohnung hinter dem Laden. Was seine Frau nicht weiß: Er liefert Berichte über die anarchistischen Kreise, in denen er verkehrt, gegen gute Bezahlung an eine Botschaft. Zu dieser Botschaft wird er eines Tages zitiert. Der neue Sekretär Wladimir verlangt von Verloc mehr als nur Berichte, er soll einen Bombenanschlag auf das Observatorium von Greenwich ausführen. Der öffentliche Aufschrei über diese Attacke auf die Wissenschaft würde die lasche Haltung der britischen Polizei gegenüber den Anarchisten ändern, die auch die Sicherheit in seinem Land gefährdet.
Der durch diesen Auftrag aus seinem beschaulichen Leben gerissene Verloc trifft seine Vorbereitungen. Er schickt Stevie mit der Begründung, die Stadt sei zu aufregend für dessen Gemüt, zu einem seiner Anarchistenfreunde aufs Land und beginnt – sehr zum Gefallen seiner Frau – ihn auf seinen Spaziergängen mitzunehmen. Beim Professor, einem weiteren Anarchisten, besorgt er sich einen Sprengsatz. Diesen soll Stevie, der ihm bedingungslos vertraut und ihn für einen „guten“ Menschen hält, ins Observatorium bringen, doch er stolpert, die Bombe explodiert und zerreißt ihn.
Der die polizeiliche Untersuchung leitende Chief Inspector Heat kommt durch einen Mantelfetzen mit Verlocs Adresse schnell auf dessen Spur. Verloc ist für Scotland Yard kein Unbekannter. Er hatte der Polizei früher schon den einen oder anderen Tipp gegeben. Doch Heat wird von seinen Vorgesetzten zurückgepfiffen. Diese wollen das Wissen um die Verbindung Wladimir-Verloc ausnutzen, um Wladimir dazu zu bringen, seine Agenten aus England abzuziehen. Verlocs Freunde aus der anarchistischen Gruppe halten ihn für das Opfer der Explosion.
Verloc unterdessen rechnet nach dem gescheiterten Attentat damit, ins Ausland flüchten zu müssen, und hebt sein gesamtes Geld bei der Bank ab. Heat sucht ihn inoffiziell auf. Winnie belauscht die Unterhaltung des Inspectors mit ihrem Mann, erfährt vom Tod ihres Bruders und der Schuld Verlocs daran. Als er dann noch Stevies Tod als bedauerlichen Unfall herunterspielt und ihr vorwirft, die Polizei auf seine Spur gebracht zu haben, ersticht sie ihn.
Aufgeregt verlässt sie nach dem Mord die Wohnung, wo sie auf Ossipon trifft, einen weiteren Genossen aus Verlocs anarchistischem Zirkel. Sie bittet ihn um Hilfe, die ihr Ossipon, der in sie verliebt ist, auch zusagt. Sie planen, auf den Kontinent zu fliehen, doch als er von Verlocs Geld erfährt, nimmt er es an sich, springt im letzten Moment vom anfahrenden Zug und lässt sie im Stich. Später erfährt er aus der Zeitung, dass sich eine Frau, nachdem sie ihren Ehering an Bord zurückgelassen hatte, vom Schiff in den Ärmelkanal gestürzt hat.
Anmerkung: Die Handlungszusammenfassung folgt der Chronologie, der Roman ist nicht chronologisch aufgebaut und ein allwissender Erzähler wechselt mehrmals die Erzählperspektive.

## Zum Roman
Wladimirs Herkunftsland wird im Roman nicht genannt. Sein Name, die Probleme mit dem Anarchismus in diesem Land, die Erwähnung eines Kaisers sowie Conrads späterer und thematisch ähnlich gelegener, in Russland und unter Exilrussen in Genf spielender Roman Mit den Augen des Westens (1911) deuten auf das zaristische Russland. Der deutsche Name seines Vorgängers lässt aber auch Österreich-Ungarn oder das Deutsche Reich zu.
Birgit Neumann (Kindlers Literatur Lexikon) sieht den Anarchismus in Conrads Roman als ein Symbol der gesellschaftlichen Realität: „Er indiziert die Vorherrschaft der Einzelinteressen in der modernen Gesellschaft“ und würdigt ihn dafür, „dass er metaphysische Verunsicherung und individuelles Ethos zu einer spannungsvollen Synthese verbindet und damit der Moderne nicht nur den Weg bereitet, sondern vor ihr warnt.“

## Historischer Hintergrund

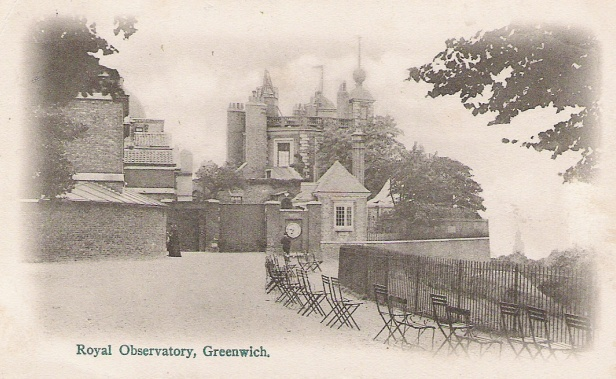
Das Royal Greenwich Observatory um 1900

Für das Bombenattentat auf das Observatorium in Greenwich verwendete Joseph Conrad ein Ereignis vom 15. Februar 1894. Der Franzose Martial Bourdin starb an seinen schweren Verletzungen, nachdem ein Sprengsatz in seinen Händen vor dem Observatorium explodiert war. Die Polizei fand heraus, dass er Mitglied eines anarchistischen Clubs war. Warum er sich das Observatorium als Ziel für seine zu kleine Bombe ausgesucht hatte, blieb ungeklärt.

## Nachwirkungen
Die Figur des Professors in Conrads Roman weist in ihrem bombenbauenden, misanthropischen und einsiedlerischen Verhalten Parallelen zum als Unabomber bekanntgewordenen Theodore Kaczynski auf. Profiler des FBI hatten vermutet, dass Kaczynski von The Secret Agent beeinflusst war. Wie sich herausstellte, war er ein großer Verehrer von Conrad und hatte dessen Namen gelegentlich als Pseudonym verwendet.
Wegen der Thematisierung des Terrorismus gehörte der Roman in den amerikanischen Medien zu den meistzitierten literarischen Werken in der Zeit nach den Anschlägen am 11. September 2001.

## Ausgaben des Buches
Der Geheimagent – Roman. Einleitung von Thomas Mann, Übersetzung aus d. Englischen von Ernst W. Freißler, S. Fischer, Berlin 1926.

## Verfilmungen
Conrads Roman war Vorlage für Alfred Hitchcocks Thriller Sabotage von 1936. Der Film erschien unter diesem Titel, weil Hitchcock kurz zuvor Geheimagent gedreht hatte, eine Verfilmung zweier Ashenden-Geschichten von William Somerset Maugham. Christopher Hampton verfilmte den Roman 1996 mit Bob Hoskins, Patricia Arquette und Gérard Depardieu.
Für das Fernsehen wurde er u. a. 1981 und 1992 als dreiteilige Mini-Serie verfilmt. Eine weitere dreiteilige Miniserie, nun von der BBC produziert und mit Toby Jones in der Hauptrolle, erschien 2016.

## Hörbuch
- Der Geheimagent, Lesung mit Jürgen Holtz, 7h, 11min., MDR Figaro 2004 / Der Audio Verlag 2015, ISBN 978-3-86231-629-8

## Nachweise
1. 1 2 3  Birgit Neumann Der Geheimagent In: Heinz Ludwig Arnold (Hrsg.): Kindlers Literatur-Lexikon. Band 3: Chu – Dud. 3. völlig neu bearbeitete Auflage. Metzler, Stuttgart 2009, ISBN 978-3-476-04000-8, S. 164f.
2. ↑  Daten der ersten dt. Übersetzung
3. ↑  Joseph Conrad: Der Geheimagent S. 33, Diogenes, Zürich, 1975, ISBN 3-257-20212-1.
4. ↑  The real story of the Secret Agent and the Greenwich Observatory bombing. 5. August 2016, abgerufen am 11. November 2021 (englisch).
5. ↑  English Grad Student Plays Detective In Unabomber Case
6. ↑  Chasing After Conrad's Secret Agent
7. ↑  Joseph Conrads Der Geheimagent bei IMDb
8. ↑  Das Doppelleben des Monsieur Verloc bei IMDb
9. ↑  The Secret Agent (1992) bei IMDb
10. ↑  The Secret Agent (2016) bei IMDb